# Etusaari (ö i Norra Savolax, Varkaus)
Etusaari är en ö i Finland. Den ligger i sjön Kallavesi och i kommunen Leppävirta i den ekonomiska regionen  Varkaus ekonomiska region  och landskapet Norra Savolax, i den centrala delen av landet, 300 km nordost om huvudstaden Helsingfors. Öns area är 18,5 hektar och dess största längd är 1 kilometer i sydöst-nordvästlig riktning.